# 红旗湖
红旗湖是一个位于中国湖北省洪湖县的湖泊，面积约为7平方千米。